# ساج فرنسيس
ساج فرنسيس (بالإنجليزية: Sage Francis)‏ هو كاتب ومغني وكاتب أغاني وشاعر أمريكي، ولد في 18 نوفمبر 1976 في بروفيدنس في الولايات المتحدة.

## وصلات خارجية
- الموقع الرسمي
- ساج فرنسيس على موقع IMDb (الإنجليزية)
- ساج فرنسيس على موقع ميوزك برينز (الإنجليزية)
- ساج فرنسيس على موقع ميوزك برينز (الإنجليزية)
- ساج فرنسيس على موقع أول ميوزيك (الإنجليزية)
- ساج فرنسيس على موقع ديسكوغز (الإنجليزية)
- ساج فرنسيس على موقع قاعدة بيانات الفيلم (الإنجليزية)